# Saut à la perche masculin aux Jeux olympiques d'été de 2024
Pour des articles plus généraux, voir Athlétisme aux Jeux olympiques d'été de 2024 et Saut à la perche aux Jeux olympiques.
Navigation
Tokyo 2020 Los Angeles 2028
L'épreuve du saut à la perche masculin aux Jeux olympiques de 2024 se déroule les 3 et 5 août 2024 au Stade de France au nord de Paris, en France.

## Records
Avant cette compétition, les records dans cette discipline étaient les suivants :
| Record du monde  | Armand Duplantis (SWE) | 6,24 m | Xiamen         | 20 avril 2024 |
| Record olympique | Thiago Braz (BRA)      | 6,03 m | Rio de Janeiro | 15 août 2016  |

Au cours de la compétition, les records suivants ont été établis : 
| Record du monde  | Armand Duplantis (SWE) | 6,25 m | Paris, France | 5 août 2024 |
| Record olympique | Armand Duplantis (SWE) | 6,25 m | Paris, France | 5 août 2024 |

## Programme
| Date          | Horaire | Manche         |
| ------------- | ------- | -------------- |
| Samedi 3 août | 10 h 00 | Qualifications |
| Lundi 5 août  | 18 h 30 | Finale         |

## Résultats
Légende
- o : essai réussi
- x : essai manqué
- - : impasse

### Finale
| Rang                                | Athlète                    | Pays        | Hauteurs | Hauteurs | Hauteurs | Hauteurs | Hauteurs | Hauteurs | Hauteurs | Hauteurs | Hauteurs  | Marque | Notes |
| Rang                                | Athlète                    | Pays        | 5,50     | 5,70     | 5,80     | 5,85     | 5,90     | 5,95     | 6,00     | 6,10     | 6,25 (WR) | Marque | Notes |
| ----------------------------------- | -------------------------- | ----------- | -------- | -------- | -------- | -------- | -------- | -------- | -------- | -------- | --------- | ------ | ----- |
| Médaille d'or, Jeux olympiques      | Armand Duplantis (SWE)     | Suède       | -        | o        | -        | o        | -        | o        | o        | o        | xxo       | 6,25 m | WR    |
| Médaille d'argent, Jeux olympiques  | Sam Kendricks (USA)        | Etats-Unis  | o        | o        | o        | x-       | o        | o        | xxx      |          |           | 5,95 m | =SB   |
| Médaille de bronze, Jeux olympiques | Emmanouil Karalis (GRE)    | Grèce       | o        | o        | o        | o        | o        | x-       | xx       |          |           | 5,90 m |       |
| 4                                   | Ernest John Obiena (PHI)   | Philippines | o        | o        | x-       | o        | o        | xxx      |          |          |           | 5,90 m |       |
| 5                                   | Ersu Sasma (TUR)           | Turquie     | o        | o        | o        | o        | x-       | xx       |          |          |           | 5,85 m | SB    |
| 6                                   | Kurtis Marschall (AUS)     | Australie   | o        | o        | x-       | o        | x-       | xx       |          |          |           | 5,85 m |       |
| 7                                   | Huang Bokai (CHN)          | Chine       | o        | xo       | o        | xxx      |          |          |          |          |           | 5,80 m | PB    |
| 8                                   | Sondre Guttormsen (NOR)    | Norvège     | o        | xxo      | o        | x-       | x-       | x        |          |          |           | 5,80 m | SB    |
| 9                                   | Bo Kanda Lita Baehre (GER) | Allemagne   | o        | o        | xx-      | x        |          |          |          |          |           | 5,70 m |       |
| 9                                   | Oleg Zernikel (GER)        | Allemagne   | o        | o        | xx-      | x        |          |          |          |          |           | 5,70 m |       |
| 11                                  | Menno Vloon (NED)          | Pays-Bas    | o        | xxo      | xxx      |          |          |          |          |          |           | 5,70 m |       |
| 12                                  | Valters Kreišs (LAT)       | Lettonie    | xo       | xxx      |          |          |          |          |          |          |           | 5,50 m |       |

### Qualifications
Les 12 meilleurs sauteurs se qualifient pour la finale.
| Rang | Groupe | Athlète                | Pays            | Hauteurs | Hauteurs | Hauteurs | Hauteurs | Marque | Notes  |
| Rang | Groupe | Athlète                | Pays            | 5,40     | 5,60     | 5,70     | 5,75     | Marque | Notes  |
| ---- | ------ | ---------------------- | --------------- | -------- | -------- | -------- | -------- | ------ | ------ |
| 1    | A      | Armand Duplantis       | Suède           | -        | o        | -        | o        | 5,75 m | q      |
| 1    | A      | Sondre Guttormsen      | Norvège         | o        | o        | o        | o        | 5,75 m | q, SB  |
| 1    | A      | Emmanouil Karalis      | Grèce           | -        | o        | o        | o        | 5,75 m | q      |
| 1    | A      | Ersu Şaşma             | Turquie         | o        | o        | o        | o        | 5,75 m | q      |
| 1    | B      | Oleg Zernikel          | Allemagne       | o        | o        | o        | o        | 5,75 m | q      |
| 6    | A      | Menno Vloon            | Pays-Bas        | xo       | o        | o        | o        | 5,75 m | q      |
| 7    | A      | Ernest John Obiena     | Philippines     | -        | xx-      | o        | o        | 5,75 m | q      |
| 8    | A      | Sam Kendricks          | États-Unis      | o        | o        | xo       | xo       | 5,75 m | q      |
| 9    | B      | Huang Bokai            | Chine           | o        | xxo      | o        | xo       | 5,75 m | q, =PB |
| 10   | A      | Bo Kanda Lita Baehre   | Allemagne       | xo       | o        | xxo      | xxo      | 5,75 m | q      |
| 11   | A      | Kurtis Marschall       | Australie       | o        | o        | o        | -        | 5,70 m | q      |
| 11   | A      | Valters Kreišs         | Lettonie        | o        | o        | o        | xxx      | 5,70 m | q      |
| 13   | B      | Claudio Michel Stecchi | Italie          | o        | o        | xo       | xxx      | 5,70 m | SB     |
| 14   | A      | Thibaut Collet         | France          | o        | xo       | xxo      | xxx      | 5,70 m |        |
| 15   | A      | Anthony Ammirati       | France          | o        | o        | xxx      |          | 5,60 m |        |
| 15   | B      | Ben Broeders           | Belgique        | o        | o        | xxx      |          | 5,60 m |        |
| 15   | A      | Simen Guttormsen       | Norvège         | o        | o        | xxx      |          | 5,60 m |        |
| 15   | B      | Piotr Lisek            | Pologne         | o        | o        | xxx      |          | 5,60 m |        |
| 15   | A      | Robert Sobera          | Pologne         | o        | o        | xxx      |          | 5,60 m |        |
| 20   | B      | David Holý             | Tchéquie        | o        | xo       | xxx      |          | 5,60 m |        |
| 20   | B      | Yao Jie                | Chine           | o        | xo       | xxx      |          | 5,60 m |        |
| 22   | A      | Jacob Wooten           | États-Unis      | o        | xxo      | xxx      |          | 5,60 m |        |
| 23   | B      | Torben Blech           | Allemagne       | o        | xxx      |          |          | 5,40 m |        |
| 23   | B      | Robin Emig             | France          | o        | xxx      |          |          | 5,40 m |        |
| 23   | B      | Matěj Ščerba           | Tchéquie        | o        | xxx      |          |          | 5,40 m |        |
| 26   | B      | Pedro Buaro            | Portugal        | xo       | xxx      |          |          | 5,40 m |        |
| 26   | B      | Christopher Nilsen     | États-Unis      | xo       | xxx      |          |          | 5,40 m |        |
| 26   | B      | Zhong Tao              | Chine           | xo       | xr       |          |          | 5,40 m |        |
| 29   | B      | Urho Kujanpaa          | Finlande        | xxo      | xxx      |          |          | 5,40 m |        |
| -    | B      | Hussain Asim Al Hizam  | Arabie saoudite | xxx      |          |          |          | NM     |        |
| -    | B      | Pål Haugen Lillefosse  | Norvège         |          |          |          |          | DNS    |        |

## Légende
Records et Performances
- AR : Record continental (area record)
- CR : Record des championnats (championship record)
- MR : Record du meeting (meet record)
- NR : Record national (national record)
- OR : Record olympique (olympic record)
- PR : Record paralympique (paralympic record)
- PB : Record personnel (personal best)
- SB : Meilleure performance personnelle de la saison (season's best)
- WL : Meilleure performance mondiale de l'année (world leader)
- WJR : Record du monde junior (world junior record)
- WR : Record du monde (world record)

Circonstances et Conditions
- DNF : N'a pas terminé (did not finish)
- DNS : N'a pas pris le départ (did not start)
- DQ : Disqualification (disqualification)
- NM : Aucun essai valable enregistré (No Mark)
- Q : Qualifié « directement » au prochain tour (ou à la prochaine compétition), lors d'une compétition majeure, grâce au classement ou à la réalisation des minima (automatic qualifier)
- q : Qualifié au prochain tour (ou à la prochaine compétition), lors d'une compétition majeure, grâce au repêchage ou à la réalisation de l'une des meilleures performances parmi celles des « non qualifiés directement » (grâce au meilleur temps ou à la meilleure distance par exemple) (secondary qualifier)